# 오스트레일리아 스포츠 연구소
오스트레일리아 스포츠 연구소(영어: Australian Institute of Sport)는 오스트레일리아 캔버라에 위치하고 있는 국립 스포츠 연구소 및 선수 양성 기관이다. 1981년에 창설되었다. 부지 넓이는 약 660,000 제곱미터이다.

## 설립
1976년 캐나다 몬트리올에서 개최된 하계 올림픽에서 금메달을 1개도 획득하지 못한 것에 자극을 받은 오스트레일리아 정부가 정부 주도의 과학적 스포츠 연구 및 선수 양성을 위해 1981년 설립하였다.

## 업적
2000년 오스트레일리아의 시드니에서 하계 올림픽이 열리는 것이 결정되자 시드니 올림픽 메달 획득에 초점을 맞추고 활동을 진행하였고, 그 결과 오스트레일리아가 금메달 16개, 은메달 25개, 동메달 17개를 획득하는데 기여하였다.
축구 부문에선 마크 비두카, 브렛 에머턴 등 세계적인 선수들을 배출하였고 앤드루 보거트 등 농구 부문에서도 여러 스타를 탄생시켰다. 오스트레일리아식 풋볼 부문에서도 자국 리그인 AFL과 협력을 맺고 있다.